# Peter Crampton (Leichtathlet)
Peter Crampton (* 4. Juni 1969 in Grimsby) ist ein ehemaliger britischer Hürdenläufer, der sich auf die 400-Meter-Distanz spezialisiert hatte und wegen seiner Sprintstärke auch in der 4-mal-400-Meter-Staffel eingesetzt wurde.
1994 wurde er Sechster bei den Leichtathletik-Europameisterschaften in Helsinki. Bei den Commonwealth Games in Victoria wurde er Siebter und siegte mit der englischen 4-mal-400-Meter-Stafette.
Bei den Olympischen Spielen 1996 in Atlanta schied er im Vorlauf aus.
1994 wurde er Englischer Meister.

## Bestzeiten
- 400 m: 46,03 s, 8. August 1987, Birmingham
- 400 m Hürden: 49,26 s, 8. August 1994, Helsinki